# Crouy
Crouy is een gemeente in het Franse departement Aisne (regio Hauts-de-France). De plaats maakt deel uit van het arrondissement Soissons. In de gemeente ligt spoorwegstation Crouy. Crouy telde op 1 januari 2022 3.041 inwoners.

## Geografie
De oppervlakte van Crouy bedroeg op 1 januari 2022 10,38 vierkante kilometer; de bevolkingsdichtheid was toen 293 inwoners per km².
De onderstaande kaart toont de ligging van Crouy met de belangrijkste infrastructuur en aangrenzende gemeenten.

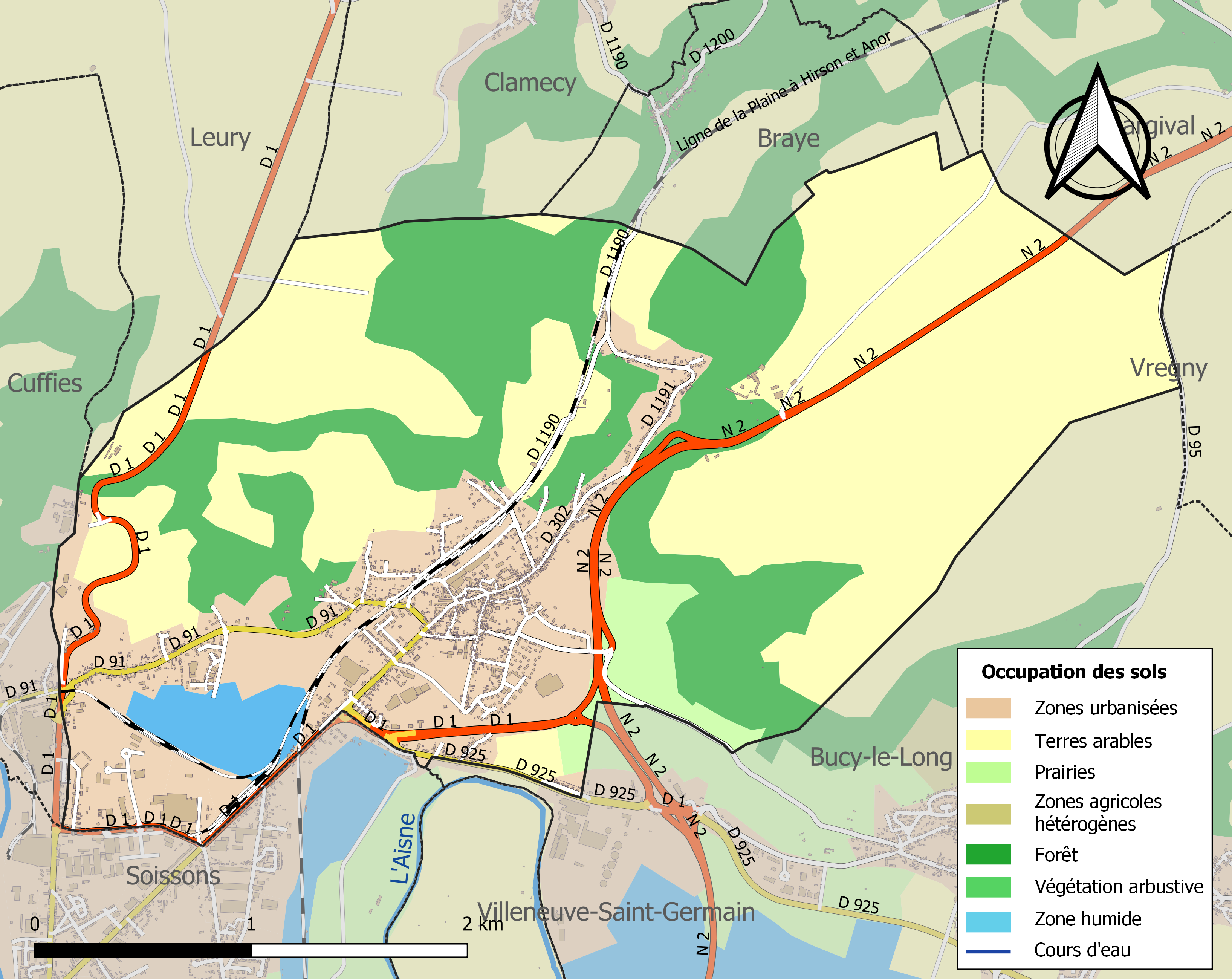

## Demografie
Onderstaande figuur toont het verloop van het inwonertal (bron: INSEE-tellingen).
Vanwege een beveiligingsprobleem met de MediaWiki Graph-software is het momenteel niet mogelijk deze grafiek weer te geven. Zodra de software is bijgewerkt zal de grafiek vanzelf weer zichtbaar worden.